# Pont-l'Évêque (Calvados)
Pont-l'Évêque é uma comuna francesa na região administrativa da Normandia, no departamento Calvados. Estende-se por uma área de 8,07 km². Em 2010 a comuna tinha 4 704 habitantes (densidade: 582,9 hab./km²).